# Apochrysa montrouzieri
Apochrysa montrouzieri là một loài côn trùng trong họ Chrysopidae thuộc bộ Neuroptera. Loài này được Girard miêu tả năm 1862.